# بوته‌ماهی پلنگی
بوته‌ماهی پلنگی با نام علمی Ctenopoma acutirostre، که به اسامی متنوعی نظیر پلنگ ماهی بوته‌ای، سیتنوپومای خالدار، سیتنوپومای پلنگی، سوف بالارونده خالدار، برگ‌ماهی خالدار، سیچلاید خالدار و بوته‌ماهی خالدار نیز شناخته میشود، یک ماهی آب شیرین است. این ماهی یکی از اعضای خانواده گورامی های بالارونده است که بخشی از گروهی است که به عنوان ماهی های هزارتویی شناخته می شود (گورامی‌ها و گونه های نزدیک.

## زیستگاه
بوته‌ماهی پلنگی بومی حوزه رود کنگو در مرکز آفریقا است و برای سازگاری با بسیاری از بیوتوپ های مختلف در این سیستم، با جریان های سریع آبی تا حوضچه های راکد سازگار شده است.

## اندازه
بوته‌ماهی پلنگی رشد کندی دارد و ممکن است چندین سال طول بکشد تا به اندازه یک ماهی بالغ برسد که در طبیعت این سایز به راحتی می تواند به ۲۰ سانتیمتر (۸ اینچ) برسد. اما در اسارت یک ماهی با اندازه ۱۵ سانتیمتر (۶ اینچ) ماهی بزرگی در نظر گرفته می شود.

## مراجع
1. ↑  Moelants, T. (2010). "Ctenopoma acutirostre". IUCN Red List of Threatened Species. IUCN. 2010: e.T181554A7677760. doi:10.2305/IUCN.UK.2010-3.RLTS.T181554A7677760.en. Retrieved 19 November 2021.

- Froese, Rainer, and Daniel Pauly, eds. (2008). "Ctenopoma acutirostre" in FishBase. September 2008 version.

## External links
- پرونده‌های رسانه‌ای مربوط به بوته‌ماهی پلنگی در ویکی‌انبار